# SQL/OLB
SQL/OLB, или Object Language Bindings (объектное языковое связывание) — расширение стандарта SQL, закреплённое в документе ISO/IEC 9075-10:2003. SQL/OLB определяет синтаксис и семантику SQLJ, являющегося подмножеством SQL, встроенным в Java. Стандарт также описывает механизмы обеспечения бинарной переносимости приложений, написанных с использованием языка SQLJ, и определяет различные Java-пакеты и их внутренние классы.